# حمید حاجی‌زاده
حمید پورحاجی‌زاده (۱۳۲۹ – ۳۱ شهریور ۱۳۷۷) شاعر و دبیر ادبیات کرمانی، متخلص به «سحر» بود که از قربانیان سلسله قتل‌های سیاسی موسوم به قتل‌های زنجیره‌ای بود. وی در آخرین روز شهریور ماه سال ۱۳۷۷ به همراه پسر ۹ ساله‌اش «کارون» با ۴۳ ضربه چاقو قطعه قطعه شدند.

## زندگی
حمید پورحاجی‌زاده (با نام ادبی سحر) در سال ۱۳۲۹ در باغ شهر بزنجان از توابع شهرستان بافت به دنیا آمد و تحصیلات ابتدایی را در زادگاه و سه سال اول دبیرستان را در شهرستان بافت و سپس دبیرستان نمونه شهاب کرمان و سال آخر را در دبیرستان ملی هشترودی شیراز به پایان برد و بعد از آن فوق دیپلم ادبیات خود را از دانشسرای راهنمایی کرمان دریافت کرد. وی برادر فرخنده حاجی‌زاده است. از چهار خواهر و برادر او سه تن دیگر نیز در شعر و موسیقی دستی دارند، از جمله محمد پورحاجی‌زاده. فعالیت ادبی وی از همان دوران ابتدایی شکوفا شده بود و شعر می‌سرود و اکثر اوقات رتبۀ ممتاز مسابقات ادبی را از آن خود می‌کرد.
وی با کوشش خود انجمن ادبی کاخ جوانان شیراز را سر و سامان داد. پس از انقلاب اسلامی وی در رشته حقوق قضایی دانشگاه شهید بهشتی تهران ادامۀ تحصیل داد امّا پیشامدهای گوناگون مانع از ادامۀ تحصیلش شد. او سپس کارشناسی ادبیات فارسی خود را از دانشگاه شهید باهنر کرمان دریافت کرد و در آموزش و پرورش کرمان تدریس کرد و طی این سال‌ها کارهای ادبی و تحقیقی خود را نیز ادامه داد. سال ۱۳۶۰ با روح‌انگیز سلطانی نژاد ازدواج کرد که حاصل این ازدواج سه پسر به نام‌های اروند، ارس و کارون است. او در این سال‌ها تبعید شد و کتاب‌هایش نیز مجوز چاپ نمی‌گرفتند. سرانجام حمید پورحاجی‌زاده در نیمه شب ۳۱ شهریور ۱۳۷۷ همراه با کودک ۹ ساله‌اش، کارون در سری قتل‌های زنجیره‌ای مجموعاً با ۴۳ ضربه چاقو (کارون ۱۶ ضربه و حمید با ۲۷ ضربه) به قتل رسیدند.

## قتل
گزارش مفصل قتل با عنوان «گزارش یک قتل، کارون در من است امشب» که بخش‌هایی از آن در برخی نشریات داخل کشور مانند نشریه پیام هاجر، شماره ۳۰۲، ۵ بهمن ۱۳۷۸؛ محمد حاجی‌زاده، قتل‌های زنجیره‌ای در شعبه شهرستان‌ها توسط محمد حاجی‌زاده، برادر حمید چاپ شد. در این گزارش آمده‌است:
«… پزشک قانونی تعداد ضربه‌های دشنه فرورفته در سینه برادر را ۲۷ از زیر گلو تا زیر ناف و ضربهٔ وارده به سینه کارون را بالغ بر ده ضربه دانسته بود… آثار ضربه سخت و مشت در سر و صورت، پارگی قلب و ریه و دستگاه گوارش، بریده شدن انگشتان دست راست حمید تا روی پوست، بنا به نظر پزشک قانونی با هر ضربه کارد حمید تیغه چاقو را می‌گرفته و قاتل می‌کشیده و برای باری دیگر فرومی‌کرده‌است که منجر به این گردیده که کف دست بشود پر از شیارهای عمیق شقاوت! …کسانی که در غسالخانه حضور داشته‌اند یا جسد کارون را دیده‌اند از جای آثار نیش چاقو بر روی گوش، صورت و پشت کارون گفته‌اند که باید این آثار قبل از پاره‌پاره کردن سینه، قلب و شکم کارون روی داده باشد. بعضی نیز که به دقت به صورت کارون نگاه کرده‌اند به قول روستایی‌های ما حالت «گرگ پدمک» را در چهره کارون دیده‌اند. اصطلاح «گرگ پدمک» در خصوص روبرو شدن گوسفند با گرگ به کار می‌رود، در این حالت وقتی که گوسفندی به ناگهان گرگ را در مقابل خود می‌بیند چشمهایش از حدقه می‌زند بیرون و هرگونه توان و حرکتی از گوسفند سلب می‌شود، در برابر گرگ می‌ایستد و گرگ راحت او را می‌درد.

صحنه قتل به دقت نظامی‌گونه و استادانه طراحی گردیده بود. اگر چه پس از دو سه روز، هم ما قضیه را فهمیده بودیم و هم آگاهی!…»
ارس حاجی‌زاده که کمی پس از قتل به خانه می‌رسد این گونه صحنه را شرح می‌دهد:
«دندونای بابامُ شکسته‌بودن، فکر کنم با چوب. استخونای انگشتاش معلوم بود، انگشتای دست راستشُ قطع کرده بودن، بدنش سوراخ سوراخ بود. طناب انداخته بودن دور گردنش، از طناب رخت خونهٔ خودمان بریده بودن. غیر استکان بابام سه تا استکان نعلبکی توی سینی بود.»
او صحنه قتل کارون را نیز این گونه شرح می‌دهد:
«چشمای کارون راست و ایستاده بود. دهنشُ پاره کرده بودن. وسط سینه‌ش، پایین قلبش یه چیز سفیدی بود. رفتم جلو تکهٔ چربی بود خواستم ورش دارم نتونستم.»

## پیگیری قتل
ارس حاجی‌زاده در مورد پیگیری قتل پدر و برادر خود می‌گوید «وقتی بازپرس پرونده می‌گفت این قتل انگیزه‌ای به بزرگی چنار می‌خواهد و وقتی سرهنگ پوررضاقلی، رئیس وقت آگاهی کرمان در برابر سوال‌های ما سرش را پایین می‌انداخت هنوزم نفهمیده بودیم اصل ماجرا چیست. بیشتر از دوماه از قتل بابا و کارون گذشته بود که گفتند آقای مختاری مفقود شده. او به مراسم ختم بابا آمده بود. چندین روز بعد هم آقای پوینده ناپدید شد و بعد آقای فروهر و خانم اسکندری کشته شدند.» فرخنده حاجی‌زاده دربارهٔ پرونده برادر و برادرزاده‌اش می‌گوید: «تمام این سال‌ها پیگیری‌های ما ادامه داشت، همه جا رفتیم، هر کاری هم توانستیم کردیم، از طرفی هم از سوی وزارت اطلاعات تحت فشار بودیم و احضار و بازجوئی می‌شدیم در نهایت هم که گفتند یک اشتباه ساده بوده؛ یعنی با ضربات چاقو برادر و برادرزاده‌ام را سلاخی کردند و گفتند اشتباه ساده بوده. چند سال پیش هم در آستانهٔ بازنشستگی من، مرا مجبور کردند بنویسم که در قتل برادرم آنها مقصر نبوده‌اند».

## نمونه‌ای از غزلیات
مسوزان وطنم را
| ای آتشِ سوزنده، مسوزان وطنم را        |  | این خاک هنر خیز سراپا محنم را     |
| هر گوشه از این خاک، مرا خاطره ای هست |  | از من مستان، گلشن ناز و سمنم را   |
| این گونه که امروزه ز هر گوشه نواییست |  | ترسم که بسوزند ز حرفی چمنم را     |
| ایرانِ من، ای عشقِ من، ای زندگیِ من     |  | خواهم که بدوزی تو به راهت کفنم را |
| آن لحظه که پر خون شودم حنجره از تیر  |  | چون کاوه فرازم به فلک، پیرهنم را  |
| چون مرغ حق، از دل بکشم آه، وطن، آه   |  | چون خنجرِ برنده نمایم، سخنم را     |
| در دیده من، خار مغیلان تو سرو است    |  | بگذار پر از لاله کنم باغ تنم را   |
| بر پیکر من نقش شود نقشه ایران        |  | پر خون چو نمایند، به خنجر بدنم را |
| ایران من و من میهن و میهن سحر من     |  | هرگز نفروشم به جهان، جانِ منم را   |

غفلت گوهر شکنان
| رفتم از کوچه اندیشه برون سر شکنان |  | خسته دل، سوخته جان، با دل باور شکنان |
| نیست در گوهر پاکم خلل از کینه ولی |  | دلم آشفته شد از غفلت گوهر شکنان      |
| چه هنر بت‌شکنی تا بود آزر بتگر     |  | خود بخود بت نبود تا بود آزر شکنان    |
| خبر مرغ قفس را به چمن خواهم برد   |  | گر گذشتم به سلامت زبر پر شکنان       |
| بر در بسته میخانه به حسرت دیدم    |  | در دلم می‌شکند خنجر ساغر شکنان        |
| خود نه خاری زدل خسته من کس نگرفت  |  | که شکستند پر رفتنم این پر شکنان      |
| آخر ای خنجر مردم کش بیگانه پرست   |  | خوش نشستی به تنم در شب خنجرشکنان     |
| پاس ما مردم آزاده بدارید که ما    |  | تاج برداشته‌ایم از سر افسرشکنان       |